# 渡辺俊一
渡辺 俊一（わたなべ しゅんいち、1938年11月7日 - 2024年8月13日）は、日本の建築学者。工学博士（東京大学）。専門は比較都市計画研究。東京理科大学名誉教授。

## 人物
東京都生まれ。新潟県立三条高等学校を経て、1961年東京大学工学部建築学科卒業、1964年ハーバード大学大学院修了。1965年東京大学助手、1978年建設省建築研究所勤務などを経て、1990年から東京理科大学理工学部教授。シェフィールド大学、カリフォルニア大学、ミシガン州立大学、ワシントン大学、国立台湾大学、韓国開発研究院で客員教授等を歴任した。

## 受賞
- 日本都市計画学会論文賞（1977年）
- 日本不動産学会著作賞（1994年）
- 土木学会出版文化賞（1995年）
- 日本建築学会賞（1995年）
- 日本都市計画学会国際交流賞（2003年）

## 著作
- アメリカ都市計画とコミュニティ理念（1977年）
- 比較都市計画序説-イギリス・アメリカの土地利用規制（1985年）
- 「都市計画の誕生-国際比較からみた日本近代都市計画」（1993年）
- 現代の都市法（共著）（1993年）
- 市民参加のまちづくり:マスタープランづくりの現場から（1999年）
- 市民版まちづくりプラン実践ガイド（2001年）